# Равнеш
45°52′ пн. ш. 17°01′ сх. д. / 45.86° пн. ш. 17.01° сх. д.
Равнеш (хорв. Ravneš) — населений пункт у Хорватії, в Б'єловарсько-Білогорській жупанії у складі громади Шандроваць.

## Населення
Населення за даними перепису 2011 року становило 117 осіб.
Динаміка чисельності населення поселення: